# Namiestowo (obwód wołogodzki)
Namiestowo (ros. Наместово) – wieś w Rosji, w rejonie mieżdurieczeńskim obwodu wołogodzkiego. W 2010 r. liczyła 30 mieszkańców.